# Дворска црква на Ћипуру
Дворска црква на Ћипуру је српска православна црква посвећена Рођењу Богородице, која се налази на историјском локалитету Ћипур у историјском језгру Цетиња, некадашње престоници краљевине Црне Горе. Подигао ју је црногорски краљ Никола I Петровић Његош 1890. године, на месту где се некада налазио манастир који је Иван Црнојевић у 15. веку подигао у славу Богородице.
Црква је 1961. проглашена културним добром, а 2012. ушла је у састав Историјског музеја Црне Горе. Као споменичка целина, заједно са археолошким остацима манастирског комплекса Црнојевића, кандидат за упис на Листу Светске баштине Унеска.
У Дворској цркви су похрањени земни остаци Ивана Црнојевића, краља Николе, краљице Милене и црногорских принцеза Ксеније и Вјере.

## Историја
Дворска црква изграђена је на месту порушеног седишта зетске митрополије и храма Ивана Црнојевића из 15. века. Крајем 80-их година 20. века извршена су археолошка ископавања на локалитету Ћипур, када су откопани и конзервирани стари темељи манастирског комплекса Црнојевића. На овом месту је, између осталог, радила и прва ћирилична штампарија на Балкану. Оригинални стубови и капители дислоцирани су са локалитета и уврштени у сталну поставку тада новооснованог Историјског музеја, а на њихово место су постављене копије које се могу и данас видети.
Изградњу Дворске цркве започео је последњи црногорски суверен Никола I Петровић Његош 1886. године, за потребе дворских верских церемонија. Ова грађевина је морала бити порушена због лоше изведених радова, па је изградња обновљена, под краљевим надзором, 1890. године, а радови су поверени Милошу Лепотићу. Црква је саграђена на месту где се некада налазио порушени Манастир Црнојевића, стари Цетињски манастир. Како стоји на ктиторском натпису изнад западних улазних врата, она је са минималним одступањима изграђена на темељима првобитне главне Цркве, која је такође била посвећена Рођењу Богородице.

## Изглед цркве
Црква посвећена Рођењу Богородице саграђена је од белог тесаника, а изузетно вредан иконостас урадили су руски зографи крајем 19. века. Изнад врата се налази владарев ктиторски натпис. На самом улазу налазе се мермерне гробнице краља Николе и краљице Милене. Почетком 21. века око цркве је на источној и јужној страни направљена дуга камена клупа, која са спољне стране формира ограду око цркве на Ћипуру.

## Културно добро
Одлуком бр. 01-738/1 од 3. јула 1961. године црква на Ћипуру је проглашена културним добром. Ступањем на снагу новог статута Народног музеја Црне Горе 2012. године ушла је у састав Историјског музеја Црне Горе. Заједно са конзервираним темељима старог манастира Пречисте Богородице данас представљају интегралну архитектонску целину и изузетну туристичку атракцију. Комплекс Дворске црква са археолошким остацима манастирског комплекса Црнојевића је један од бројних заштићених објеката у Историјском језгру Цетиња, које је као споменичка целина кандидат за упис на листу Светске баштине Унеска.
- Бочни изглед цркве
- Реплике остатака стубова Манастира Црнојевића
- Поглед на Дворац краља Николе и остатке манастира

## Личности сахрањене у Дворској цркви
Године 1989. из руске цркве у Сан Рему су на Ћипур пренети земни остаци црногорског краља Николе и краљице Милене. Заједно са земним остацима црногорског владарског пара пренети су и земни остаци њихових ћерки, црногорских принцеза Ксеније (првобитно сахрањене у руској православној цркви у Кану) и Вјере. Сахрањени су у Дворској цркви 1. октобра 1989. године.
Према писању Митрофана Бана, Иван Црнојевић је „сахрањен у светоме храму његове задужбине”, односно у тадашњој манастирској цркви. Међутим, како су Турци у више наврата, 1692, 1712. и 1785. године, опседали Манастир Црнојевића и гроб Ивана Црнојевића је био у опасности. Црногорци су стога његове кости преносили с места на место, не би ли их сачували. Тек је краљ Никола, пошто је завршио Дворску цркву на Ћипуру, на дан њеног освештавања похранио ту и кости Ивана Црнојевића, о чему сведоче записи Митрофана Бана. Током археолошких ископавања локалитета Ћипур 1986. године, истраживачка екипа је испод пода Дворске цркве наишла је на гроб из 15. века. У гробу, који се налазио у наосу цркве, грађеном идентично као и гробнице многих средњовековних владара, пронађен је ковчежић луксузне израде са, како се претпостављало, земним остацима господара Зете Ивана Црнојевића. Ковчежић је, затворен, пренесен у Завод за заштиту споменика. Постојао је договор руководилаца Црне Горе и Цетиња да се земни остаци Ивана Црнојевића врате на место где су нађени када се заврши пренос остатака краља Николе и краљице Милене у Црну Гору 1989. године. Свечани чин, уз одговарајући верски обред, планиран је за мај 1990. године, када се навршавало 500 година од упокојења првог господара Црне Горе.. Међутим, уместо инхумације, земни остаци Ивана Црнојевића су „из безбедносних разлога” похрањени у трезор Службе друштвеног књиговодства. После петнаест година проведених у трезору, ковчежић са костима пренесен је у депо Народног музеја Црне Горе. Земни остаци господара средњовјековне државе Зете, првог господара Црне Горе и оснивача Цетиња Ивана Црнојевића пренесени су у обновљену гробницу у Дворској цркви на Ћипуру 2010. године, где се и данас налазе.
- Личности сахрањене у Дворској цркви на Ћипуру
- Иван Црнојевић
- Краљ Никола
- Краљица Милена
- Принцеза Ксенија
- Принцеза Вјера